# Comal (fleuve)
Pour l'ustensile de cuisine, voir Comal.

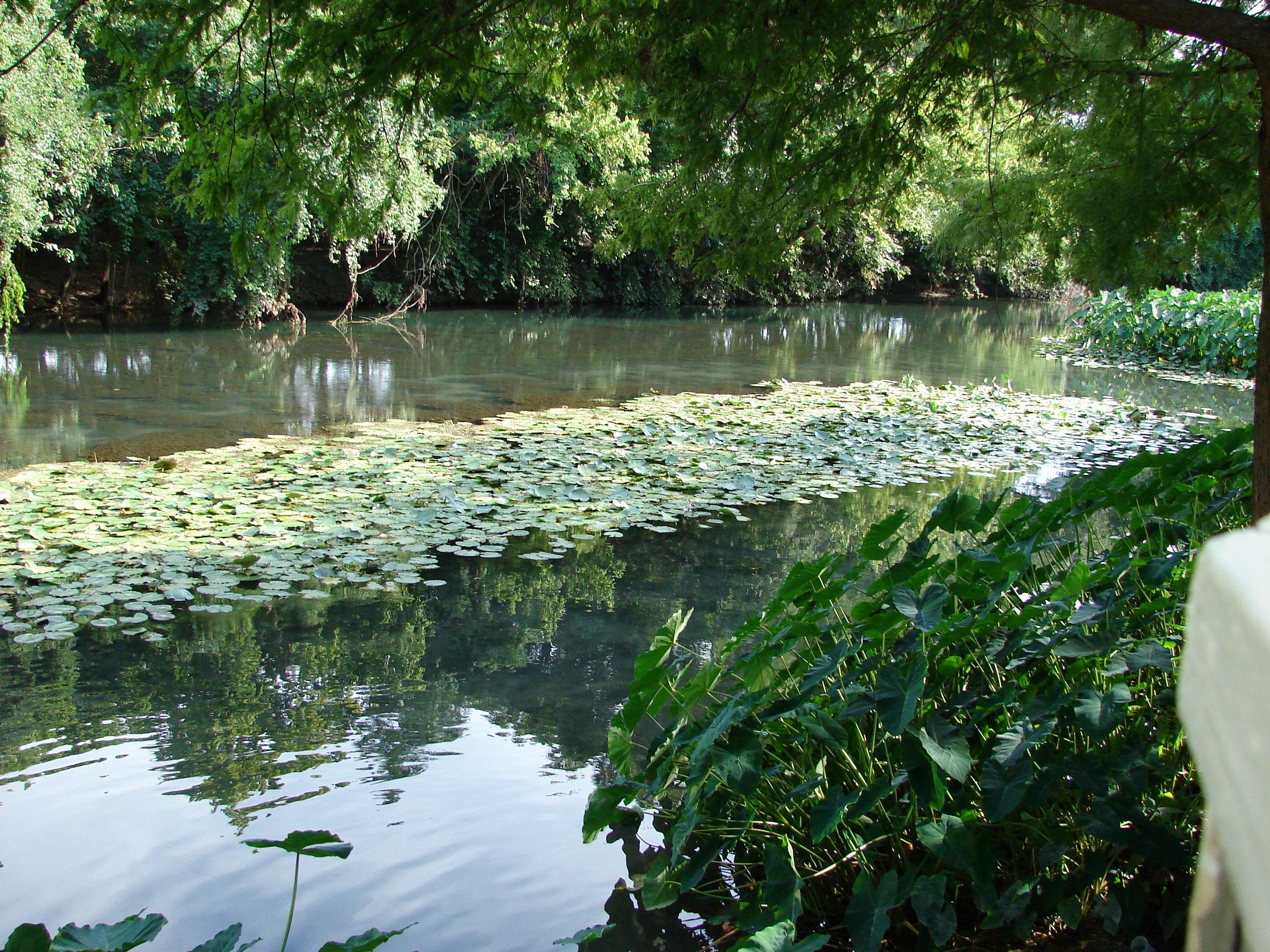
Le Comal près du Schlitterbahn.

Le Comal est le cours d'eau le moins long du Texas ; il ne s'étend que de la ville de New Braunfels au sud-ouest du comté de Comal. C'est un affluent de rive droite du Guadalupe. Le Comal commence à Comal Springs à Landa Park et s'écoule sur une distance de 4 km (2.5 mi) jusqu'à ce qu'il joigne le Guadalupe.
Cette rivière s'est d'abord appelée le Guadalupe en espagnol, mais après que Pedro de Rivera y Villalón eut identifié le Guadalupe comme le plus long des deux en 1727, on a donné au Comal son nom actuel. « Comal » signifie « cuvette » ou « plat » en français.
Autrefois, on utilisait le Comal pour faire fonctionner des moulins et des égreneuses de coton et plus tard, pour l'hydroélectricité. Aujourd'hui, on utilise ce fleuve plutôt pour la récréation et le sport, et il y eut même un parc de loisirs, le Schlitterbahn. L'eau est sous le contrôle du Guadalupe-Blanco River Authority.